# Jaroslav Krček
Jaroslav Krček (České Budějovice, 1939) és un director d'orquestra i compositor txec.
Es va graduar a l'Escola de Música de la seva ciutat natal i el 1962 al Conservatori de Praga, on va estudiar composició amb el mestre txec Miloslav Kabeláč i direcció d'orquestra amb el professor Bohumír Liška.
Krček va començar la seva carrera professional com a director de música a la Ràdio de Pilsen i a la casa discogràfica Supraphon. La seva col·laboració amb aquest segell discogràfic ha estat clau per consolidar la seva fama gràcies als enregistraments de discos. A més, és un director artístic molt demandat i ha treballat amb diverses agrupacions de cambra i orquestres. Amb l'Orquestra Capella Istropolitana, ha enregistrat nombrosos concerts i oratoris per al segell Naxos. També és un dels fundadors del conjunt Chorea Bohemica i ocupa el càrrec de director artístic del conjunt Musica Bohemica, així com de l'agrupació de cambra de l'Orquestra Simfònica de Praga Fok, amb la qual ha realitzat nombrosos concerts arreu d'Europa. També interessat en la música popular dels segles XVIII i XIX, Krček ha arranjat diversos centenars de cançons i danses populars.
Krček ha ocupat una posició destacada en l'àmbit de la música txeca i és un profund coneixedor de la música txeca i centreeuropea.